# Inne pieśni
Inne pieśni – powieść fantastycznonaukowa autorstwa Jacka Dukaja, która ukazała się w 2003 roku nakładem Wydawnictwa Literackiego. W 2008 roku ukazało się w tym samym wydawnictwie drugie wydanie, a w roku 2011 audiobook.

## Odbiór
Powieść otrzymała Nagrodę im. Janusza A. Zajdla oraz nagrodę SFinks za 2003 rok. Była także nominowana do nagrody książki roku PPNW i nagrody Nautilius; a autor otrzymał za nią nominację do Paszportu Polityki w dziedzinie literatury. 
Powieść została pozytywnie przyjęta przez krytyków i recenzentów, w tym Wojciecha Orlińskiego, który w Gazecie Wyborczej nazwał ją najlepszą (jak do tej pory) powieścią Dukaja. 

## Opis fabuły
Akcja książki dzieje się w świecie przypominającym nasz, którym rządzą jednak inne prawa – bardzo bliskie teoriom Arystotelesa, dotyczącym formy i materii. Każdy byt składa się z materii (na którą składa się pięć żywiołów) oraz z formy, która określa, czym jest ten byt. Ludzie potrafią zmieniać byty, wpływając na formę. Na przykład teknitesi somy (odpowiednicy chirurgów plastycznych i lekarzy), zmieniając formę ciała człowieka, mogą leczyć i modyfikować wygląd zewnętrzny. Ludzie o silniejszej formie dominują nad tymi o słabszej. Najsilniejszą formę mają kratistosi – w ich anthosie (aurze, obszarze oddziaływania) ludzie przejmują ich sposób myślenia i upodabniają się fizycznie.
W tym świecie Hieronim Berbelek, niegdyś wybitny strategos (dowódca, strateg), obecnie człowiek próbujący się uwolnić z resztek wpływu potężnego kratistosa Czarnoksiężnika, rozpoczyna swoją podróż, aby odzyskać utraconą Formę.

## Analiza
Powieść ta łączy różne gatunki literackie.